# Phyllotreta praticola
Phyllotreta praticola es una especie de insecto coleóptero de la familia Chrysomelidae. Fue descrita científicamente en 1887 por Weise.